# Adatara
El mont Adatara (en japonès: 安達太良山, Adatara-yama) és un estratovolcà que es troba a la prefectura de Fukushima, uns 15 quilòmetres al sud-oest de la ciutat de Fukushima i a l'est del mont Bandai. El seu cim s'eleva fins als 1.728 msnm.
L'activitat volcànica del mont Adatara va començar fa uns 550.000 anys amb la formació dels monts Mae i Kimen. Durant una segona fase d'activitat, que va començar fa 350.000 anys i va durar diverses desenes de milers d'anys, va sorgir el mont Oshō. Durant una tercera fase (250.000- 200.000 anys), es van formar els Monts Yakushi, Yahazumori, Minowa, Tetsu i Adatara. Després d'un període d'inactivitat, el mont Adatara va tornar a entrar en erupció fa 120.000 anys. La seva última erupció coneguda va tenir lloc l'any 1996. El 1900 una explosió de vapor al cràter Numanodaira provocà lahars i una forta emanació de sofre que va matar 72 treballadors d'una mina de sofre situada en ell.
La muntanya forma part del Parc Nacional de Bandai-Asahi des de 1950. L'activitat turística és destacable per l'existència de tres estacions d'esports d'hivern i nombrosos balnearis.